# Dora 2025
La ventiseiesima edizione di Dora si è tenuta dal mese di febbraio al marzo 2025 presso la Marino Cvetković Hall di Abbazia e ha selezionato il rappresentante della Croazia all'Eurovision Song Contest 2025 a Basilea, in Svizzera.
Il vincitore è stato Marko Bošnjak con Poison Cake.

## Organizzazione
L'emittente croata Hrvatska Radiotelevizija (HRT) ha confermato la partecipazione della Croazia all'Eurovision Song Contest 2024 il 20 settembre 2024, annunciando inoltre l'organizzazione della 25ª edizione di Dora per selezionare il proprio rappresentante. Nel medesimo giorno, l'emittente ha dato la possibilità agli aspiranti partecipanti di inviare i propri brani entro il 25 novembre dello stesso anno.
Il festival si è articolata in due semifinali da 12 partecipanti che si sono svolte nel mese di febbraio, e in una finale il successivo 2 marzo, presso la Marino Cvetković Hall di Abbazia. Durante le semifinali il voto del pubblico tramite televoto ha decretato i sedici finalisti, mentre nella finale il voto combinato di giuria e pubblico hanno decretato il vincitore.

## Partecipanti
L'emittente HRT, con l'ausilio di una giuria tecnica, ha selezionato i 24 partecipanti (oltre a 4 partecipanti di riserva) fra le 211 proposte ricevute, annunciati il 5 dicembre 2024.
Tra i concorrenti figurano i Magazin, che hanno rappresentato il paese all'Eurovision Song Contest 1995, e Marko Škugor, rappresentate nell'edizione 2013 come parte dei Klapa s mora; invece tra i compositori vi è Mia Dimšić, che ha precedentemente rappresentato la Croazia all'Eurovision Song Contest 2022.
Il 24 dicembre 2024 HRT ha annunciato il ritiro di Lara feat. LSQ dalla competizione, che sono stati successivamente sostituiti dagli Swingers con Ful Kul, uno dei partecipanti di riserva precedentemente selezionati dall'emittente. Il 7 gennaio 2025 Natalie Balmix è stata squalificata dalla competizione per aver presentato una versione della sua canzone Život ide dalje significativamente modificata rispetto a quella originariamente presentata durante le selezioni, violando il regolamento; al suo posto è stata selezionato fra i partecipanti di riserva Fenksta con il brano Extra.
| Artista           | Brano                 | Lingua          | Autori                                                                                               |
| ----------------- | --------------------- | --------------- | --- |
| Ananda            | Lies Lay Cold         | Inglese         | Ananda Đuranović, Andreas Björkman, Jonas Ekdahl                                                     |
| EoT               | Bye, Bye, Bye         | Inglese         | Boris Kolarić, Goran Glavač, Maja Kolarić                                                            |
| Fenksta           | Extra                 | Croato          | Bill Cole, Saša Stević                                                                               |
| Filomena          | Strong                | Inglese, croato | Filomena Puljiz, Domagoj Perišić                                                                     |
| Irma              | Enigma                | Croato          | Ananda Đuranović, Andreas Björkman                                                                   |
| Ivxn              | Monopol               | Croato          | Ananda Đuranović, Ivan Milić, Andreas Björkman, Jonas Ekdahl                                         |
| Jelena Radan      | Salut!                | Francese        | Anita Valo, Matej Zec, Meri Jaman, Robster Martin                                                    |
| Lara feat. LSQ    | Mama                  | Croato          | Miroslav Lesić, Lea Dekleva                                                                          |
| Laurakojapjeva    | NPC                   | Croato          | Laura Sučec, Matej Magdić                                                                            |
| Lelek             | The Soul of My Soul   | Inglese, croato | Filip Lacković, Tomislav Roso                                                                        |
| Luka Nižetić      | Južina                | Croato          | Luka Nižetić                                                                                         |
| Magazin           | AaAaA                 | Inglese         | Ivan Huljić, Tonči Huljić                                                                            |
| Marin Jurić Čivro | Gorjelo je            | Croato          | Ivan Dečak                                                                                           |
| Marko Bošnjak     | Poison Cake           | Inglese         | Bas Wissink, Ben Pyne, Emma Gale, Filip Majdak, Marko Bošnjak                                        |
| Marko Škugor      | Šta da Boga molim ja  | Croato          | Hrvoje Domazet, Marko Škugor                                                                         |
| Marko Tolja       | Through the Dark      | Inglese         | Ivan Popeskić, Marko Tolja, Mia Dimšić                                                               |
| Martha May        | Running to the Light  | Inglese         | Cormac Todd, Marta Ivić, Matteo Despares                                                             |
| Matt Shaft        | Welcome to the Circus | Inglese         | Laura Sučec, Matej Magdić                                                                            |
| Natalie Balmix    | Život ide dalje       | Croato          | Darko Dimitrov, Natalie Balmix                                                                       |
| Natalli           | Dom si srcu mom       | Croato          | Alka Vuica, Hrvoje Domazet, Marija Mirković                                                          |
| Nipplepeople      | Znak                  | Croato          | Nipplepeople                                                                                         |
| Ogenj             | Daj, daj              | Croato          | Andrija Bricelj, Benjamin Fabić, Leonardo Ivačić, Neven Žnidar, Petar Šimčić, Tomislav Mihac Kovačic |
| Petar Brkljačić   | Kraj                  | Croato          | Hrvoje Domazet, Ivona Zgrabljić, Petar Brkljačić                                                     |
| Supersonic Trio   | Animal                | Inglese         | Leo Anđelković, Luka Banić, Mario Huljev                                                             |
| Swingers          | Ful kul               | Croato          | Robert Mareković, Swingers                                                                           |
| Teenah            | Aurora                | Croato, inglese | Charlie Mason, Linda Persson, Ylva Persson, Siniša "Simba" Reljić, Valentina Gyerek, Silvia Steiner  |

Brani di riserva
| Ordine | Artista            | Brano   | Lingua  | Autori                                            |
| ------ | ------------------ | ------- | ------- | ------------------------------------------------- |
| 1      | Swingers           | Ful kul | Croato  | Robert Mareković, Swingers                        |
| 2      | Fenksta            | Extra   | Croato  | Bill Cole, Saša Stević                            |
| 3      | Patricia Gasparini | Karma   | Inglese | Đivo Bjelančić, Ervin Bešić, Patricia Gašparini   |
| 4      | llyricum           | Tananai | Croato  | Aleksandar Valenčić, Andrej Babić, Davor Lovrinić |

## Semifinali
Le semifinali si sono svolte in due serate, il 27 ed il 28 febbraio 2025, e ciascuna ha visto competere 12 partecipanti per gli otto posti destinati alla finale. L'ordine d'esibizione di entrambe sono stati resi noti il successivo 27 gennaio 2025.

### Prima semifinale
La prima semifinale si è tenuta il 27 febbraio 2025 presso la Marino Cvetković Hall di Abbazia. L'ordine d'esibizione è stato reso noto il 27 gennaio 2025.
Ad accedere alla finale sono stati Matt Shaft, i Nipplepeople, le Lelek, Ivxn, Marko Tolka, i Magazin, Natalli e gli EoT.
| #  | Artista      | Titolo                |
| -- | ------------ | --------------------- |
| 1  | Matt Shaft   | Welcome to the Circus |
| 2  | Jelena Radan | Salut!                |
| 3  | Nipplepeople | Znak                  |
| 4  | Swingers     | Ful kul               |
| 5  | Martha May   | Running to the Light  |
| 6  | Lelek        | The Soul of My Soul   |
| 7  | Teenah       | Aurora                |
| 8  | Ivxn         | Monopol               |
| 9  | Marko Tolja  | Through the Dark      |
| 10 | Magazin      | AaAaA                 |
| 11 | Natalli      | Dom si srcu mom       |
| 12 | EoT          | Bye, Bye, Bye         |

### Seconda semifinale
La seconda semifinale si è tenuta il 28 febbraio 2025 presso la Marino Cvetković Hall di Abbazia. L'ordine d'esibizione è stato reso noto il 27 gennaio 2025.
Ad accedere alla finale sono stati Laurakojapjeva, Marko Škugor, Fenksta, Filomena, Luka Nižetić, Marko Bošnjak, Petar Brkljačić e gli Ogenj.
| #  | Artista           | Titolo               |
| -- | ----------------- | -------------------- |
| 1  | Laurakojapjeva    | NPC                  |
| 2  | Marko Škugor      | Šta da Boga molim ja |
| 3  | Fenksta           | Extra                |
| 4  | Marin Jurić Čivro | Gorjelo je           |
| 5  | Filomena          | Strong               |
| 6  | Supersonic Trio   | Animal               |
| 7  | Irma              | Enigma               |
| 8  | Luka Nižetić      | Južina               |
| 9  | Ananda            | Lies Lay Cold        |
| 10 | Marko Bošnjak     | Poison Cake          |
| 11 | Petar Brkljačić   | Kraj                 |
| 12 | Ogenj             | Daj, daj             |

## Finale
La finale si è tenuta il 2 marzo 2025 presso la presso Marino Cvetković Hall di Abbazia ed è stata presentata da Duško Čurlić e Barbara Kolar. L'ordine d'esibizione è stato reso noto il 1º marzo 2025.
Durante la serata si è esibito come ospite Baby Lasagna, vincitore dell'edizione precedente, che si è esibito con un medley di Catch Me If You Can, Biggie Boom Boom e Rim Tim Tagi Dim.
A vincere il voto delle giurie e del televoto sono stati rispettivamente Marko Bošnjak e gli Ogenj; una volta sommati i punteggi Marko Bošnjak è stato proclamato vincitore della manifestazione, superando di 10 punti di distacco i secondi classificati.
| #  | Artista         | Brano                 | Giuria | Giuria | Televoto | Televoto | Totale | Posizione |
| #  | Artista         | Brano                 | Croata | Inter. | Voti     | Punti    | Totale | Posizione |
| -- | --------------- | --------------------- | ------ | ------ | -------- | -------- | ------ | --------- |
| 1  | EoT             | Bye, Bye, Bye         | 15     | 15     | 9 332    | 21       | 51     | 8         |
| 2  | Natalli         | Dom si srcu mom       | 1      | 1      | 3 536    | 8        | 10     | 15        |
| 3  | Ivxn            | Monopol               | 2      | 17     | 5 080    | 11       | 30     | 10        |
| 4  | Filomena        | Strong                | 0      | 0      | 4 029    | 9        | 9      | 16        |
| 5  | Fenksta         | Extra                 | 7      | 9      | 6 596    | 15       | 31     | 9         |
| 6  | Laurakojapjeva  | NPC                   | 8      | 4      | 7 145    | 16       | 28     | 12        |
| 7  | Nipplepeople    | Znak                  | 22     | 30     | 8 581    | 19       | 71     | 7         |
| 8  | Ogenj           | Daj, daj              | 22     | 20     | 35 061   | 78       | 120    | 2         |
| 9  | Petar Brkljačić | Kraj                  | 2      | 12     | 3 463    | 8        | 22     | 14        |
| 10 | Matt Shaft      | Welcome to the Circus | 2      | 0      | 11 606   | 26       | 28     | 11        |
| 11 | Marko Škugor    | Šta da Boga molim ja  | 1      | 9      | 7 530    | 17       | 27     | 13        |
| 12 | Magazin         | AaAaA                 | 35     | 27     | 21 946   | 49       | 111    | 3         |
| 13 | Marko Bošnjak   | Poison Cake           | 37     | 46     | 21 170   | 47       | 130    | 1         |
| 14 | Marko Tolja     | Through the Dark      | 27     | 15     | 14 206   | 32       | 74     | 6         |
| 15 | Lelek           | The Soul of My Soul   | 15     | 18     | 30 723   | 69       | 102    | 4         |
| 16 | Luka Nižetić    | Južina                | 36     | 9      | 17 313   | 39       | 84     | 5         |

| Brano                 | Fiume | Spalato | Osijek | Zagabria | Totale |
| --------------------- | ----- | ------- | ------ | -------- | ------ |
| Bye, Bye, Bye         |       | 6       | 5      | 4        | 15     |
| Dom si srcu mom       |       |         |        | 1        | 1      |
| Monopol               | 1     |         | 1      |          | 2      |
| Strong                |       |         |        |          | 0      |
| Extra                 | 7     |         |        |          | 7      |
| NPC                   | 2     | 3       | 3      |          | 8      |
| Znak                  | 5     | 4       | 8      | 5        | 22     |
| Daj, daj              | 3     | 7       | 6      | 6        | 22     |
| Kraj                  |       |         |        | 2        | 2      |
| Welcome to the Circus |       | 2       |        |          | 2      |
| Šta da Boga molim ja  |       | 1       |        |          | 1      |
| AaAaA                 | 4     | 12      | 7      | 12       | 35     |
| Poison Cake           | 10    | 8       | 12     | 7        | 37     |
| Through the Dark      | 12    | 5       | 2      | 8        | 27     |
| The Soul of My Soul   | 8     |         | 4      | 3        | 15     |
| Južina                | 6     | 10      | 10     | 10       | 36     |

| Brano                 | SVN | ESP | ARM | FIN | Totale |
| --------------------- | --- | --- | --- | --- | ------ |
| Bye, Bye, Bye         | 4   | 6   | 5   |     | 15     |
| Dom si srcu mom       |     |     | 1   |     | 1      |
| Monopol               |     |     | 12  | 5   | 17     |
| Strong                |     |     |     |     | 0      |
| Extra                 | 8   | 1   |     |     | 9      |
| NPC                   |     | 3   |     | 1   | 4      |
| Znak                  | 7   | 7   | 6   | 10  | 30     |
| Daj, daj              | 10  |     | 4   | 6   | 20     |
| Kraj                  | 1   |     | 3   | 8   | 12     |
| Welcome to the Circus |     |     |     |     | 0      |
| Šta da Boga molim ja  | 3   | 2   |     | 4   | 9      |
| AaAaA                 | 2   | 10  | 8   | 7   | 27     |
| Poison Cake           | 12  | 12  | 10  | 12  | 46     |
| Through the Dark      | 5   | 8   |     | 2   | 15     |
| The Soul of My Soul   | 6   | 5   | 7   |     | 18     |
| Južina                |     | 4   | 2   | 3   | 9      |